# Darbres
Darbres település Franciaországban, Ardèche megyében. Lakosainak száma 269 fő (2022. január 1.). Darbres Berzème, Freyssenet, Lussas, Mirabel, Saint-Gineis-en-Coiron és Saint-Laurent-sous-Coiron községekkel határos.

## Népesség
A település népességének változása:
| Lakosok száma | 190  | 168  | 213  | 243  | 228  | 233  | 248  | 254  | 259  | 269  |
|               | 1968 | 1982 | 1990 | 2006 | 2013 | 2015 | 2017 | 2019 | 2020 | 2022 |